# Antihumor
Se conoce como anti-humor al tipo de humor indirecto en el que un narrador cuenta una historia en absoluto graciosa o que bien carece de lógica. Esta clase de chistes juega con las expectativas de la audiencia que espera un desenlace humorístico, pero que nunca llega dando valor a la ironía.
El anti-humor ha sido la base de varias bromas y bulos.

## Ejemplos
Un ejemplo es la "historia del perro melenudo" (Shaggy dog story en inglés) en el que el narrador se involucra en contar un chiste muy largo e intrincado con una historia surrealista o repetitiva (y en ocasiones con un toque macabro) antes del final, el cual termina con un trastrueque antes de dejarlo en un final abierto sin ningún "tiro de gracia".
Otro ejemplo es sugerir una pregunta y despistar al público con un cambio de dirección en la respuesta final.

Habéis oído lo de aquella pareja que se fue de luna de miel y que confundieron el lubricante con la masilla para las ventanas? Tragedias aparte, todas las ventanas de casa se cayeron.

Otra muestra del anti-humor es el chiste de "No soap radio", el cual no tiene sentido alguno y que solo tiene el objetivo de confundir a aquellos que no estén dentro del círculo personal del narrador (amigos, familiares), puesto que en realidad no es un chiste.

## En monólogos
La comedia alternativa entre otros aspectos, parodia la idea tradicional del chiste en forma de humor.  Uno de los comediantes más conocido fue Andy Kaufman, el cual tuvo su propio estilo de anti-humor siendo el personaje de Tony Clifton uno de los más notables de su repertorio.